# Ranunculus ambigens
Ranunculus ambigens S. Watson – gatunek rośliny z rodziny jaskrowatych (Ranunculaceae Juss.). Występuje endemicznie w Stanach Zjednoczonych i być może również w Kanadzie. 

## Rozmieszczenie geograficzne
W Stanach Zjednoczonych rośnie naturalnie w stanach Maine, New Hampshire, Massachusetts, Rhode Island, Connecticut, Nowy Jork, New Jersey, Pensylwania, Delaware, Maryland, Wirginia Zachodnia, Wirginia, Karolina Północna, Kentucky, Ohio oraz Michigan. Ponadto być może występuje również w stanach Luizjana, Alabama, Georgia, Karolina Południowa, Tennessee, Indiana i Minnesota oraz w kanadyjskiej prowincji Ontario. 

## Morfologia
PokrójBylina.
LiścieMają lancetowaty kształt. Mają 6–12 cm długości oraz 1–2,5 cm szerokości. Nasada liścia ma zaokrąglony, ucięty lub spiczasty kształt. Są ząbkowane, ze spiczastym wierzchołkiem.
KwiatySą żółtego koloru. Mają 5 eliptycznych działek kielicha, które dorastają do 3–5 mm długości. Mają 5 płatków o długości 5–8 mm.
OwoceNagie niełupki o długości 2 mm. Tworzą owoc zbiorowy – wieloniełupkę o jajowatym kształcie i dorastających do 4–8 mm długości.

## Biologia i ekologia
Rośnie na brzegach stawów i rowów. Występuje na wysokości do 700 m n.p.m. Kwitnie od maja do sierpnia.